# Тидов (Калинковичский район)
Тидов (бел. Цідаў) (ранее Тидовичи) — деревня в Козловичском сельсовете Калинковичского района Гомельской области Беларуси.

## География

### Расположение
В 34 км на север от Калинкович, 13 км от железнодорожной станции Холодники (на линии Жлобин — Калинковичи), 149 км от Гомеля.

## Транспортная сеть
На автодороге Калинковичи — Бобруйск. Планировка состоит из короткой прямолинейной, широтной улицы, к которой с юга присоединяется небольшой переулок. Застройка двусторонняя, неплотная, деревянная усадебного типа.

## История
По письменным источникам известна с XIX века как деревня в Озаричской волости Речицкого уезда Минской губернии. В 1890-98 годах в этих местах работала мелиоративная экспедиция И. Жилинского, которая проложила канал Ипа (27 вёрст, неподалёку от деревни). В 1931 году жители вступили в колхоз, действовала начальная школа (в 1935 году 65 учеников). Во время Великой Отечественной войны в январе 1944 года оккупанты сожгли 6 дворов и убили 6 жителей. 27 жителей погибли на фронте. Согласно переписи 1959 года в составе совхоза «Озаричи» (центр — деревня Озаричи)).

## Население

### Численность
- 2004 год — 26 хозяйств, 43 жителя.

### Динамика
- 1897 год — 34 двора, 194 жителя (согласно переписи).
- 1908 год — 237 жителей.
- 1917 год — 289 жителей.
- 1924 год — 45 дворов, 302 жителя.
- 1959 год — 133 жителя (согласно переписи).
- 2004 год — 26 хозяйств, 43 жителя.